# Betsy Drake
Betsy Drake (Parigi, 11 settembre 1923 – Londra, 27 ottobre 2015) è stata un'attrice, modella, scrittrice e psichiatra statunitense.

## Biografia
Betsy Drake nacque a Parigi nel 1923 da famiglia agiata (il nonno Tracy Drake costruì il Drake Hotel di Chicago). Allo scoppio della crisi economica del 1929, i Drake furono costretti a rientrare negli Stati Uniti per fronteggiare i loro problemi finanziari, e Betsy crebbe dapprima a Chicago, poi a Wesport (Connecticut), quindi a Washington e New York. Durante l'infanzia e la giovinezza frequentò scuole sia pubbliche che private, iniziando a interessarsi alla recitazione mentre studiava al college di Rock Creek Park nel Maryland.
Trasferitasi a New York, iniziò a lavorare come modella per la Conover Model Agency ed ottenne i primi ingaggi come attrice teatrale, in particolare grazie all'incontro con il drammaturgo Horton Foote, che le offrì un ruolo nella propria pièce Only the Heart. Notata dal produttore cinematografico Hal B. Wallis, la Drake firmò un contratto per trasferirsi a Hollywood ma lo rescisse subito dopo per rientrare a New York e continuare la carriera sul palcoscenico. Nel 1947 si unì alla London Company per interpretare in Inghilterra il ruolo di protagonista in Deep are the Roots, un dramma americano sul problema razziale negli stati del Sud, che era stato portato al successo a Broadway da Barbara Bel Geddes. Mentre recitava al West End, sotto la direzione di Elia Kazan, la Drake venne notata da Cary Grant, che si trovava in quel momento a Londra. I due vennero presentati dall'attrice Merle Oberon mentre facevano entrambi ritorno negli Stati Uniti a bordo della Queen Mary.
Colpito dal fascino e dall'intelligenza della Drake e dalla sua interpretazione teatrale, Grant le propose di tentare nuovamente la carriera cinematografica e la presentò ai produttori David O. Selznick e Dore Schary, facendole ottenere un contratto con la RKO. L'attrice debuttò nella commedia Ogni ragazza vuol marito (1948), in cui ebbe come partner proprio Cary Grant, ottenendo lusinghieri consensi da parte della critica. I due attori si sposarono il giorno di Natale del 1949 a Phoenix (Arizona), con una cerimonia privata organizzata dal testimone di nozze di Grant, il produttore Howard Hughes, e lavorarono di nuovo insieme in Mr. and Mrs. Blandings, una serie radiofonica ispirata alla coppia di coniugi protagonista del film La casa dei nostri sogni (1948), interpretata poco tempo prima da Grant. Nel frattempo la Drake apparve in altre pellicole di diverso genere, come la romantica commedia musicale Ho incontrato l'amore (1949), al fianco di William Powell, e il melodramma La seconda moglie (1950), accanto a Robert Young.
Nel 1952 tornò a recitare al fianco di Grant nella commedia C'è posto per tutti (1952), ma la sua attività sul grande schermo rimase sporadica durante tutto il decennio. Nel 1956 l'attrice, di ritorno da una visita a Grant sul set spagnolo del film Orgoglio e passione (1957), rimase coinvolta nel naufragio del transatlantico italiano Andrea Doria, avvenuto al largo di Nantucket (Massachusetts) ad opera della Stockholm, e fu tra i passeggeri sopravvissuti e tratti in salvo dalla nave francese Île de France. Tornò sul grande schermo l'anno successivo con un ruolo di coprotagonista nella commedia brillante La bionda esplosiva (1957), interpretata da Jayne Mansfield e Tony Randall.
Nel 1958 il matrimonio con Grant si concluse con una separazione consensuale, mentre il divorzio sarebbe stato pronunciato quattro anni più tardi, nel 1962. Nello stesso anno l'attrice si trasferì in Inghilterra per partecipare al thriller Decisione di uccidere (1958), accanto a Richard Todd, e alla commedia Next to No Time (1958), al fianco di Kenneth More. Ebbe ancora un ruolo televisivo di rilievo nel 1959, in un episodio della serie Ricercato vivo o morto, interpretata da Steve McQueen, e apparve per l'ultima volta sul grande schermo in una commedia per ragazzi, Clarence, il leone strabico (1965), diretta da Andrew Marton. Abbandonata del tutto la recitazione, la Drake rivolse i propri interessi artistici verso altre attività, prima fra tutte quella di scrittrice. Nel 1971, con il nome di Betsy Drake Grant, pubblicò la novella Children You Are Very Little, mentre negli anni successivi lavorò come psicoterapeuta in strutture ospedaliere psichiatriche di Los Angeles. La sua sola riapparizione sulle scene, nel ruolo di se stessa, risale al 2005 nel documentario Cary Grant: A Class Apart.
Dal matrimonio con Cary Grant la Drake non ebbe figli e dopo il divorzio non si risposò più. Era madrina di Tessa Dahl, figlia dell'attrice Patricia Neal e dello scrittore Roald Dahl, e di Tracy Granger, figlia degli attori Jean Simmons e Stewart Granger. Trascorse i suoi ultimi anni a Londra, dove morì nel 2015 all'età di 92 anni.

## Filmografia

### Cinema
- Ogni ragazza vuol marito (Every Girl Should Be Married), regia di Don Hartman (1948)
- Ho incontrato l'amore (Dancing in the Dark), regia di Irving Reis (1949)
- La seconda moglie (The Second Woman), regia di James V. Kern (1950)
- Pretty Baby, regia di Bretaigne Windust (1950)
- C'è posto per tutti (Room for One More), regia di Norman Taurog (1952)
- La bionda esplosiva (Will Success Spoil Rock Hunter?), regia di Frank Tashlin (1957)
- Decisione di uccidere (Intent to Kill), regia di Jack Cardiff (1958)
- Next to No Time, regia di Henry Cornelius (1958)
- Clarence, il leone strabico (Clarence, the Cross-Eyed Lion), regia di Andrew Marton (1965)

### Televisione
- General Electric Theater – serie TV, episodio 7x08 (1958)
- Ricercato vivo o morto (Wanted: Dead or Alive) – serie TV, episodio 1x20 (1959)

## Doppiatrici italiane
- Dhia Cristiani in C'è posto per tutti, Decisione di uccidere
- Rosetta Calavetta in La seconda moglie
- Rita Savagnone in La bionda esplosiva
- Cristina Boraschi nel ridoppiaggio di Ogni ragazza vuol marito